# سانائه ناکاهارا
سانائه ناکاهارا (انگلیسی: Sanae Nakahara؛ ۳۱ ژوئیه ۱۹۳۵ – تاریخ ورودی نامعتبر است) بازیگر اهل ژاپن بود.